# Custo efetivo total
Custo efetivo total (CET) é a taxa cobrada sobre crédito ou empréstimo, incluindo não apenas a taxa de juros, mas também todas os demais encargos ou despesas com tarifas, tributos, seguros e administração.
No Brasil, o CET é regulamentado pelo Banco Central (BCB) através da resolução nº 3.517/2007, referente às informações de despesas, taxas e custos dos serviços bancários de empréstimos e financiamentos contratados.

## Descrição
O CET corresponde a todos os encargos e despesas incidentes nas operações de crédito e de arrendamento mercantil financeiro, contratadas ou ofertadas a pessoas físicas, microempresas ou empresas de pequeno porte. O CET deve ser informado pelas instituições financeiras e pelas sociedades de arrendamento mercantil antes da contratação de operações de crédito e de arrendamento mercantil e também em qualquer outro momento, a pedido do cliente. Também deve constar dos informes publicitários das instituições quando forem veiculadas ofertas específicas (com divulgação da taxa de juros cobrada, do valor das prestações, etc). O CET deve ser expresso na forma de taxa percentual anual, incluindo todos os encargos e despesas das operações, isto é, o CET deve englobar não apenas a taxa de juros, mas também tarifas, tributos, seguros e outras despesas cobradas do cliente. 
Tornou-se obrigatório partir de dezembro 2007, que todos as instituições financeiras autorizadas a funcionar pelo BACEN, demonstrar através deste documento o que o cliente estaria pagando de fato ao contratar o empréstimo ou financiamento. A forma de cálculo apresentada pelo Banco Central tem como base o ano de 365 dias corridos, mas o cálculo do custo efetivo total amplamente realizado pelo mercado financeiro tem como base um ano de 252 dias úteis.
Desse modo, o cliente que contrata o serviço, sabe de antemão todas as taxas que de fato deve a instituição.